# 1-Methyl-3-octylimidazoliumhexafluorophosphat
1-Methyl-3-octylimidazoliumhexafluorophosphat ist eine ionische Flüssigkeit (auch: ionic liquid oder Flüssigsalz), also ein Salz, dessen Schmelzpunkt unter 100 °C liegt.

## Eigenschaften
Auf Grund des geringen Schmelzpunkts handelt es sich bei 1-Methyl-3-octylimidazoliumhexafluorophosphat um eine Raumtemperatur-ionische Flüssigkeit (RTIL). Als polare, hydrophobe Flüssigkeit wird es, wie viele ionische Flüssigkeiten, als Lösungsmittel in der Synthese eingesetzt. Ökotoxikologische Untersuchungen der Substanz zeigen, dass 1-Methyl-3-octylimidazoliumhexafluorophosphat das Wachstum von Weizen inhibiert und sich negativ auf die Biodiversität von Bodenmikroben auswirkt.

## Darstellung
1-Methyl-3-octylimidazoliumhexafluorophosphat kann durch eine Anionenmetathese ausgehend von 1-Methyl-3-octylimidazoliumchlorid und einem Hexafluorophosphat-Salz gewonnen werden.

## Verwendung
1-Methyl-3-octylimidazoliumhexafluorophosphat kann in Emulsionsflüssigkeitsmembranen zur Extraktion von Blei genutzt werden. Außerdem wird die Anwendung von 1-Methyl-3-octylimidazoliumhexafluorophosphat in Trennungsprozessen von Alkanen und aromatischen Kohlenwasserstoffen diskutiert.